# Eyzerac
Eyzerac település Franciaországban, Dordogne megyében. Lakosainak száma 547 fő (2022. január 1.). Eyzerac Thiviers, Corgnac-sur-l’Isle és Vaunac községekkel határos.

## Népesség
A település népességének változása:
| Lakosok száma | 432  | 430  | 493  | 556  | 558  | 565  | 560  | 557  | 556  | 547  |
|               | 1968 | 1982 | 1990 | 2006 | 2013 | 2015 | 2017 | 2019 | 2020 | 2022 |